# Jack Shephard
Jack Shephard (* 25. Juli 1997 in Chesterfield, Derbyshire, Vereinigtes Königreich) ist ein englischer Badmintonspieler. Er startet im Parabadminton in der Startklasse SH6 im Einzel, Doppel und Mixed. Shephard bereitet sich auf die Teilnahme an den Sommer-Paralympics 2020 in Tokio vor.

## Sportliche Laufbahn
Jack Shephard begann bereits im Alter von zehn Jahren mit dem Parabadminton. Er gewann bei seiner ersten internationalen Meisterschaft, der Badminton-Weltmeisterschaft für Behinderte 2013 in Dortmund, mit seiner Partnerin Rebecca Bedford die Silbermedaille im Mixed-Wettbewerb. 2014 bei der Badminton-Europameisterschaft für Behinderte in Murcia gewann Shephard eine Bronzemedaille im Einzel und im Doppel mit Krysten Coombs ebenfalls Bronze. Bei der Heim-WM 2015 in Stoke Mandeville gewann er im Doppel mit Coombs die Goldmedaille, im Mixed mit Bedford Silber und im Einzel Bronze. Die EM 2016 in Beek brachte für Shephard Silber mit Bedford im Mixed und Bronze im Einzel. Das Doppel wurde nur als Demonstrationswettbewerb ausgetragen. Bei der WM 2017 im südkoreanischen Ulsan gewann Shephard den Titel im Einzel und unterlag im Doppelfinale mit Krysten Coombs dem Duo Man Kai Chu und Chun Yim Wong aus Hongkong. 2018 bei der EM in Rodez gewann Coombs im Einzel und mit Shepard im Doppel Gold. Die Badminton-Weltmeisterschaft für Behinderte 2019 in Basel brachte für Shephard Gold im Einzel.
Jack Shephard strebt wie sein Doppelpartner Krysten Coombs die Teilnahme an den Sommer-Paralympics 2020 in Tokio an, bei denen erstmals Wettbewerbe im Parabadminton auf dem Programm stehen. Wahrscheinlich steht für britische Athleten nur ein Platz in der Klasse SH6 zur Verfügung, um den Shephard und Coombs als die beiden Führenden der Weltrangliste kämpfen.